# ジョーダン・ラーソン
ジョーダン・ラーソン（Jordan Quinn Larson、1986年10月16日 - ）は、アメリカの女子バレーボール選手。アメリカ合衆国代表。

## 来歴
アメリカ合衆国ネブラスカ州ドッジ郡フーパー市出身。ネブラスカ大学在学時より大学バレーで実績を残す。
2009年6月にアメリカ代表に選出され、2010年のワールドグランプリにおいて同国9年ぶりの優勝に大きく貢献した。同年10-11月開催の世界選手権に出場した。2011年8月のワールドグランプリで大会2連覇を果たした。同年11月のワールドカップで銀メダルを獲得した。2011-12シーズンはロシア・スーパーリーグのディナモ・カザンで栗原恵とチームメイトであった。2014年5月の世界クラブ選手権で金メダルを獲得した。
2012年にロンドンオリンピックで銀メダルを獲得した。2014年10月に行われた世界選手権では、悲願の三大大会初優勝を果たした。2014-15シーズンよりトルコリーグの強豪エジザージュバシュに移籍した。2014-15シーズンの欧州チャンピオンズリーグと世界クラブ選手権の優勝に大きく貢献し、自身も2大会でMVPに輝いた。2016年にリオデジャネイロオリンピックで銅メダルを獲得した。
2018年からは代表チームの主将を務め、同年のネーションズリーグで金メダルを獲得した。同年の9月ｰ10月に行われた世界選手権では、主将として攻守にわたり活躍。しかし、メダル獲得ならず、5位ｰ6位決定戦で日本に3ｰ1で勝利し5位で大会を終えた。2021年に開催された東京2020オリンピックでは攻守に渡り大車輪の活躍をみせ、アメリカ初の金メダルを獲得に貢献。決勝のブラジル戦では最後の得点を決めた。大会MVP、ベストアウトサイドヒッター賞を受賞した。
2023年は選手としてプレーせず、母校のネブラスカ大学でコーチをしていた。
2025年に開幕のリーグ・ワン・バレーボールではオマハ所属としてプレーする。

## 所属チーム
- Logan View高校
- ネブラスカ大学
- Vaqueras de Bayamón （2008-2009年）
- ディナモ・カザン（2009-2014年）
- エジザージュバシュ（2014-2019年）
- 上海（2019-2022年）
- アスリーツ・アンリミテッド（2020-2021年）
- ヴェロ・バレー・ミラノ（2021-2023年）
- LOVBオマハ（2024年-）

## 球歴
- 2003年 - 女子ユース世界選手権
- 2004年 - NORCECA（北中米カリブ海）ジュニア選手権 優勝
- 2009年 - パンアメリカンカップ 4位、北中米選手権 4位
- 2010年 - FIVBワールドグランプリ 優勝、世界選手権 4位
- 2011年 - FIVBワールドグランプリ 優勝、北中米選手権 優勝、ワールドカップ2011 準優勝
- 2012年 - FIVBワールドグランプリ 優勝、ロンドンオリンピック 準優勝
- 2013年 - ワールドグランドチャンピオンズカップ　準優勝
- 2014年 - 世界選手権 金メダル
- 2015年 - ワールドグランプリ 金メダル
- 2015年 - ワールドカップ 銅メダル
- 2016年 - ワールドグランプリ 銀メダル
- 2016年 - リオオリンピック 銅メダル
- 2017年 - ワールドグランドチャンピオンズカップ  銅メダル

## 受賞歴
- 2012年 欧州チャンピオンズリーグ2011-12 ベストレシーバー賞
- 2013年 北中米選手権 ベストサーバー賞
- 2014年 欧州チャンピオンズリーグ2013-14　ベストブロッカー賞
- 2015年 欧州チャンピオンズリーグ2014-15 MVP
- 2015年 世界クラブ選手権 MVP
- 2017年 グラチャン ベストアウトサイドヒッター賞
- 2021年 東京オリンピック MVP、ベストアウトサイドヒッター賞